# Gretteåsen
Gretteåsen este o localitate din comuna Re, provincia Vestfold, Norvegia.